# 恒春铁苋菜
恒春铁苋菜（学名：Acalypha matsudae）为大戟科铁苋菜属下的一个种。